# Hřbitov v Černé Vodě u Žacléře
Hřbitov v Černé Vodě u Žacléře je historické, téměř zapomenuté pohřebiště. Nachází se na okraji vsi Černá Voda, místní části města Žacléř v okrese Trutnov v Královéhradeckém kraji.

## Historie
Hřbitov byl založen zřejmě v 19. století pro pohřby obyvatel z Černé Vody. Po roce 1945, kdy byli odsunuti místní původní obyvatelé, přestal být hřbitov používán ke svému účelu a postupně zpustnul. V roce 2016 je uváděn Technickými službami města Žacléře jako téměř již zapomenutý. Je majetkem města Žacléře a technické služby udržují hřbitov v původním stavu. Jedná se o jeden z mála dochovaných dokladů původního osídlení Černé Vody.

## Stavební podoba
Hřbitov se nachází jen zhruba 250 metrů od hranice s Polskem na mírně svažitém pozemku, na samotě zhruba v jedné třetině cesty mezi dvěma skupinami stavení vsi Černá Voda. Má půdorys pravidelného obdélníka, který je svou delší stranou orientován zhruba k severozápadu. Jeho výměra činí 1 350 m². Z ohrazení hřbitova je dochována pouze brána v podobě kovových vrat mezi dvěma cihlovými sloupy. Jinak již hřbitov de facto ohrazen není. Původní ohradní zeď se nedochovala, její stopy se nacházejí na dochovaných sloupech brány, ke kterým byla původně přizděna. V nároží hřbitova nalevo od brány se nachází zpustlá, polorozpadlá stavba bývalé dvouprostorové márnice. Ve středu hřbitova se nachází nepříliš vysoký, kamenný hlavní kříž s lucernou, ke kterému stoupá cesta od hřbitovní brány. Tato cesta tvoří de facto osu hřbitova. Je lemována alejí sešlých stromů. Hroby na hřbitově jsou opuštěné, nápisy na náhrobcích jsou vesměs pouze v německém jazyce, což svědčí (spolu s výraznou sešlostí většiny hrobů, z nichž některé jsou dokonce propadlé) o tom, že se zde již velmi dlouho nepohřbívá. Městské technické služby ze Žacléře pouze zajišťují běžnou údržbu hřbitovní plochy, tj. prořezávání náletových dřevin, sekání trávy a základní úklid.